# Dirk Fabricius
Dirk Fabricius (* 1949 in Münster) ist ein deutscher Rechtswissenschaftler und Kriminologe. 

## Leben
Dirk Fabricius studierte Rechtswissenschaft (1968–1972) und Psychologie (1970–1978) an der Universität Tübingen, der Universität Gießen und der FU Berlin und war anschließend Wissenschaftlicher Mitarbeiter am Lehrstuhl von Anne-Eva Brauneck in Gießen. 
Von 1977 bis 1980 arbeitete er als Rechtsanwalt in Berlin-Kreuzberg und war nebenher ehrenamtlich im Strafvollzug tätig und Berater des Deutschen Paritätischen Wohlfahrtsverbandes. 
Von 1980 bis 1996 war Fabricius Akademischer Rat an der Universität Hannover, wo er auch promoviert wurde (1984) und sich habilitierte (1993). Seit 1996 ist er Professor für Strafrecht, Kriminologie und Rechtspsychologie an der Johann Wolfgang Goethe-Universität Frankfurt am Main. Im Jahr 2009/2010 war Fabricius Senior Fellow am Collegium Budapest. Zum 30. September 2014 wurde er emeritiert.
Dirk Fabricius war Mitbegründer und bis 2012 auch Mitherausgeber der Zeitschrift Recht & Psychiatrie. Gemeinsam mit  Jens Dallmeyer und Tobias Singelnstein gibt er die Reihe „Studien zu Kriminalität – Recht – Psyche“ im LIT Verlag heraus. Seit seiner Entpflichtung ist er als Coach und als Fotograf tätig.

## Auszeichnungen
- 2012: Ehrendoktorwürde der Universität Gama Filho, Rio de Janeiro

## Schriften (Auswahl)
- Betrug, Betrugsbegriffe und gesellschaftliche Entwicklung. Analyse der Rechtsprechung an Hand der in die amtliche Sammlung aufgenommenen Urteile des Reichsgerichts und des Bundesgerichtshofes zu § 263 StGB. Peter Lang, Frankfurt am Main 1985, ISBN 3-8204-8406-X (Zugl.: Hannover, Univ., Diss., 1984).
- Selbst-Gerechtigkeit. Zum Verhältnis von Juristenpersönlichkeit, Urteilsrichtigkeit und "effektiver Strafrechtspflege". Nomos, Baden-Baden 1996, ISBN 3-7890-4074-6 (Zugl.: Hannover, Univ., Habil.-Schr., 1995. – 2.,  überarbeitete Auflage 2014. – Der zweite Band der Arbeit enthält die empirischen Untersuchungen und wurde im Jahr 2013 auf dem Publikationsserver der UB Frankfurt am Main erstmals veröffentlicht: nbn-resolving.de).
- Was ein Lehrbuch lehrt… Eine exemplarische Untersuchung von Jakobs „Strafrecht – Allgemeiner Teil“. Peter Lang, Frankfurt am Main 1998, ISBN 3-631-33693-4, urn:nbn:de:hebis:30:3-397614.
- Justitia, Freud und die Dichter. Rechtspsychoanalytische Betrachtungen literarischer Texte. Psychosozial-Verlag, Giessen 2012, ISBN 978-3-8379-2149-6.